# Bertrand Jestaz
Bertrand Marc Jestaz (* 2. Februar 1939 in Fontainebleau, Département Seine-et-Marne) ist ein französischer Kunsthistoriker, der sich mit Kunst der Renaissance und französischem Klassizismus befasst.
Jestaz studierte an der École nationale des chartes, wo er 1962 seinen Abschluss als Archivist und Paläograph machte mit einer Arbeit über Jules Hardouin-Mansart, und an der École du Louvre. Danach war er nach erfolgreichem Bestehen des landesweiten Wettbewerbs für die französischen Museen an der École française de Rome (später war er Mitautor eines kunstgeschichtlichen Buchs über den Palazzo Farnese, in der die Schule sitzt). Er wurde Konservator am Louvre, an dem er unter anderem Ausstellungen über französische Juwelierskunst, Giulio Romano (und seine Gobelins, Grand Palais 1978) und die Schule von Fontainebleau (Grand Palais 1972/73 mit Jacques Thirion) mit organisierte. 1978 wurde er als Nachfolger von André Chastel Professor für Kunst der Renaissance an der École pratique des hautes études (Sektion 4). Er war auch Professor an der Ècole du Louvre und der Ècole des chartes. 2003 ging er in Pension.
Neben Gesamtdarstellungen der italienischen Renaissance, Skulptur und Architektur der Renaissance verfasste er Spezialstudien insbesondere zu Bronzen der Renaissance (wie Benvenuto Cellini in Frankreich, Riccio, Desiderio da Firenze, Severo da Ravenna, Katalog der Bronzeplaketten im Museum von Belluno), zu Geschichte von Sammlungen in Venedig, Mantua, Padua und Rom.

## Schriften
- L’Art de la Renaissance, Paris : Mazenod, 1984, 2. Auflage 2007 (das Buch erhielt 2007 den Prix du Livre d’Art du Syndicat National des Antiquaires)
  - Deutsche Ausgabe: Die Kunst der Renaissance, Ars Antiqua – Große Epochen der Weltkunst, Herder Verlag, 1985
- mit anderen L’Italie de la Renaissance, Fayard 1990
- Le Voyage d’Italie de Robert de Cotte, Paris : De Boccard, 1966
- mit anderen: Le Palais Farnèse, Rom: École française de Rome, 1977–1994 (unter anderem über das Inventar des Palazzo Farnese 1994)
- L’Hôtel et l’Église des Invalides, Paris: CNMHS-Picard, 1990
- La Renaissance de l’architecture: de Brunelleschi à Palladio, Reihe Découvertes Gallimard (nº 242), Paris: Gallimard, 1995
  - Englische Übersetzung: Architecture of the Renaissance: From Brunelleschi to Palladio, New York: Abrams Books & London: Thames & Hudson, 1996
- Herausgeber: Art et artistes en France, de la Renaissance à la Révolution, Bibliothèque de l’École des Chartes, Band 161, Heft 1, Januar–Juni 2003, S. 1–407 (Festschrift, darin von Jestaz: Benvenuto Cellini et la cour de France (1540–1545))
- Jules Hardouin-Mansart, 2 Bände, Paris: Picard, 2008
- La chapelle Zen à Saint-Marc de Venise : d’Antonio à Tullio Lombardo, Stuttgart: Steiner 1986
- Le livre journal de la fabrique de la chapelle Salviati à Saint-Marc de Florence, 1579–1594, Paris: Librairie Honoré Champion, 1995.
- mit Alain Erlande-Brandenburg Le château de Vincennes, Picard 1989